# Abel Prouharam
Abel Prouharam, né le 23 novembre 1868 à Coulommiers et mort le 29 février 1952 à Neuilly-sur-Seine, est un homme politique français.

## Carrière politique
Abel Frédéric Prouharam naît le 23 novembre 1868 à Coulommiers.
Sous l'étiquette du Parti radical, il est conseiller général de Seine-et-Marne pour le canton de Coulommiers de 1908 à 1940 puis président du conseil général de Seine-et-Marne d'octobre 1921 à octobre 1923.
Le 18 octobre 1923, alors qu'il est directeur des Affaires criminelles et des Grâces au ministère de la Justice, Abel Prouharam est nommé procureur de la République près le tribunal de première instance de la Seine par le président Alexandre Millerand. Il reste à ce poste jusqu'au 26 novembre 1928, date à laquelle il est nommé conseiller d'État en service ordinaire,.

## Autres
Il a également été membre du conseil d'administration du Crédit agricole.

## Distinctions et hommages
Il est commandeur de la Légion d'honneur. Il est enterré à Coulommiers, où une rue porte son nom.

## Ouvrage
Abel Prouharam, De la falsification du vin spécialement par le mouillage, Coulommiers, Imprimerie Paul Brodard, 1894, 31 p..